# Myrmoborus
Myrmoborus là một chi chim trong họ Thamnophilidae.